# AT Водолея
AT Водолея (лат. AT Aquarii) — двойная затменная переменная звезда типа W Большой Медведицы (EW) в созвездии Водолея на расстоянии приблизительно 1396 световых лет (около 428 парсеков) от Солнца. Видимая звёздная величина звезды — от +14m до +13,1m. Орбитальный период — около 0,3041 суток (7,2983 часов).

## Характеристики
Первый компонент — оранжевая звезда спектрального класса K. Эффективная температура — около 4903 К.